# Capparis verdickii
Capparis verdickii là một loài thực vật có hoa trong họ Capparaceae. Loài này được De Wild. mô tả khoa học đầu tiên năm 1903.